# Mælkeflaske
En mælkeflaske er en beholder som tidligere blev benyttet til at opbevare mælk i. Mælkeflasken blev i Danmark første gang indført i 1880'erne i København og blev senere udbredt til resten af landet. I begyndelsen var mælkeflaskerne lavet af klart, ufarvet glas, men i 1959 indførtes mælkeflasker fremstillet af brunt glas, som skulle beskytte mælken imod sollys.
I 1964 blev mejerierne enige om en fælles farvekode for flaskernes låg, således at det samme produkt fra forskellige mejerier havde samme farve. Farvekoden er stadig i brug i dag og udvikles efterhånden, som nye produkter kommer ind på markedet. Farverne er:
- Mørkeblå for sødmælk
- Lyseblå for letmælk
- Lys gråblå for minimælk
- Grå for Skummetmælk
- Grøn for kærnemælk
- Rød for piskefløde

I 1971 blev mælkeflaskerne afløst af papkartoner.

## Billedgalleri
- Mælkejunger
- Britisk mælkeflaske
- Israelske mælkeposer